# 多祖瓦水庫
47°30′00″N 77°05′00″W / 47.50000°N 77.08333°W

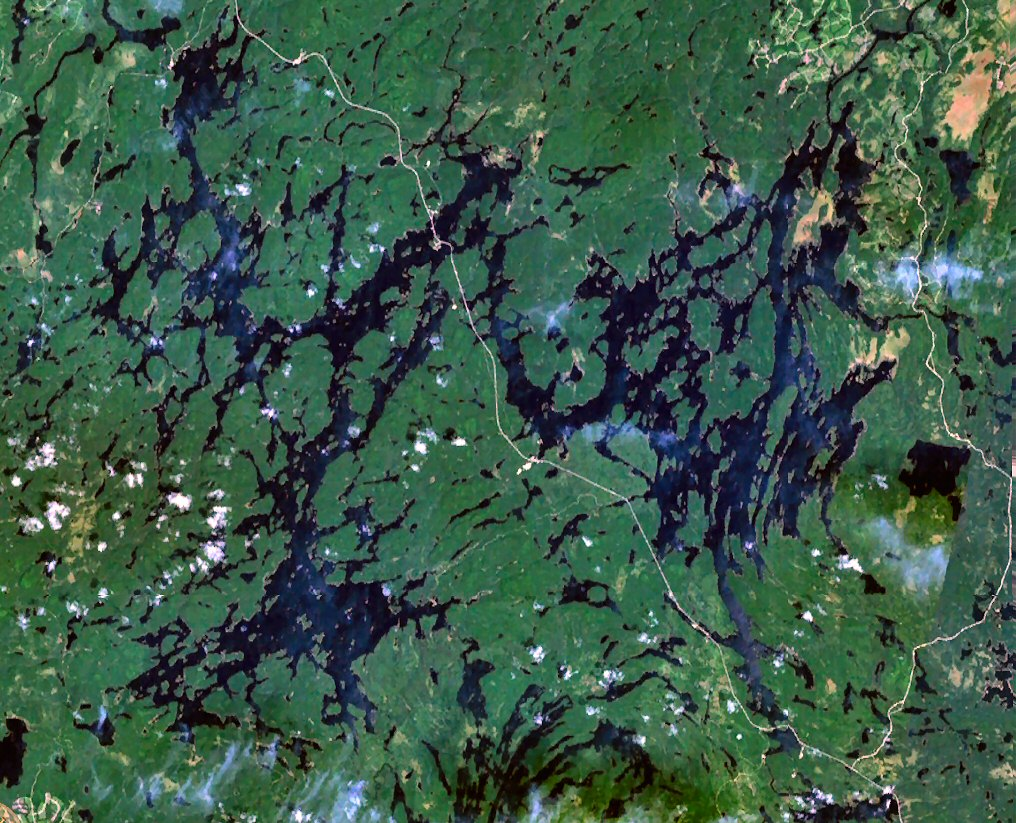

多祖瓦水庫是加拿大的人工水庫，由魁北克省負責管轄，始建於1949年，長61公里、寬34公里，面積319平方公里，海拔高度346米，湖水經渥太華河注入。

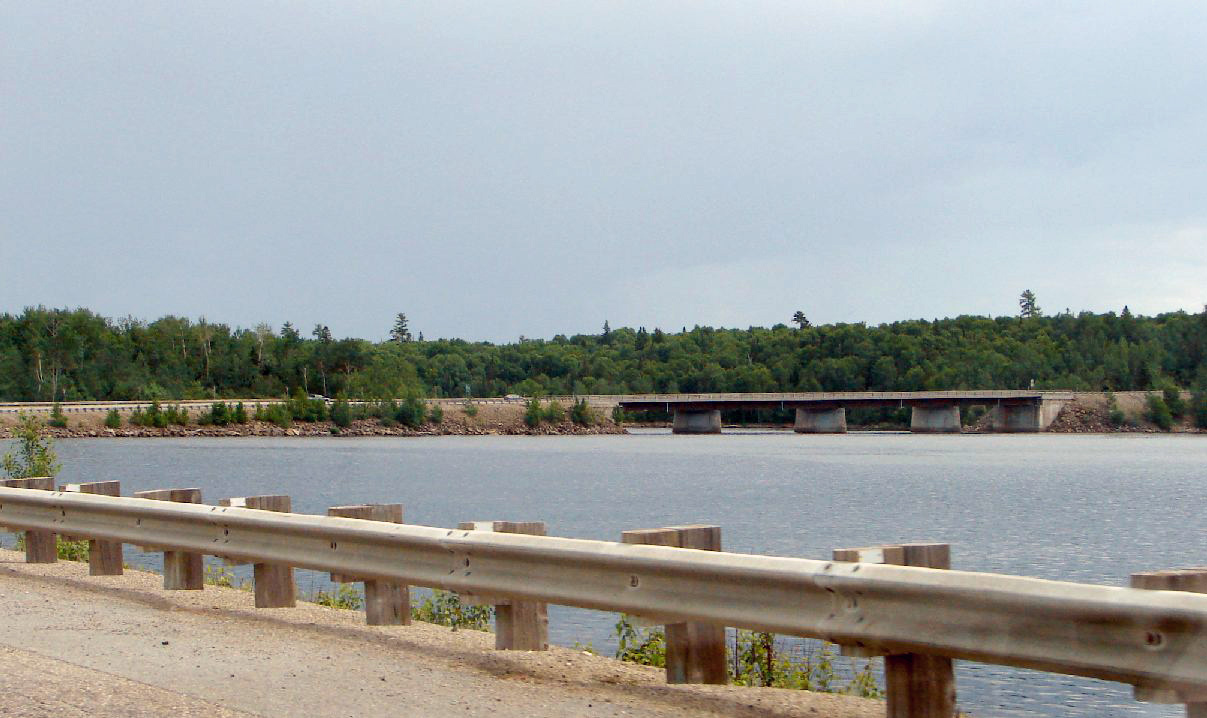